# Gruppo di NGC 1589
Il Gruppo di NGC 1589 comprende almeno dieci galassie situate nella costellazione del Toro e dell'Eridano.
La distanza media tra il centro di massa di questo gruppo e la nostra Via Lattea è di circa 173 milioni di anni luce (53,1 Mpc).
Nove galassie presentano emissioni nel dominio dei raggi X.

## Membri
I membri del Gruppo di NGC 1589 indicati nell'articolo di Sengupta e Balasubramanyam, sono riportati nella tabella sottostante.
Secondo A.M. Garcia, anche NGC 1620 (pure in assenza di emissioni nei raggi X) fa parte di questo gruppo, mentre non vi include NGC 1593.
| Nome     | Costellazione | Classificazione | Tipo                        | RA (J2000.0)  | DEC (J2000.0) | Velocità radiale (km/s) | Magnitudine apparente | Distanza (Mpc) | Dimensioni (kal) |
| -------- | ------------- | --------------- | --------------------------- | ------------- | ------------- | ----------------------- | --------------------- | -------------- | ---------------- |
| NGC 1587 | Toro          | E pec           | Ellittica                   | 04h 30m 39.9s | 00° 39′ 42″   | 3690 ± 9                | 11,7                  | 53,4 ± 3,7     | 86               |
| NGC 1588 | Toro          | E pec           | Ellittica                   | 04h 30m 43.8s | 00° 39′ 53″   | 3508 ± 10               | 12,9                  | 50,8 ± 3,6     | 60               |
| NGC 1589 | Toro          | Sab             | Spirale                     | 04h 30m 45.4s | 00° 51′ 49″   | 3793 ± 24               | 11,8                  | 55,0 ± 3,9     | 157              |
| UGC 3072 | Toro          | Im?             | Irregolare magellanica      | 04h 31m 08.9s | 00° 50′ 39″   | 3606 ± 6                | 13,492 ± 0,017*a      | 52,2 ± 3,7     | 69               |
| UGC 3058 | Toro          | SB(s)m          | Spirale barrata magellanica | 04h 29m 34.7s | 00° 46′ 08″   | 3753 ± 2                | 15,11 ± 0,23          | 54,4 ± 3,8     | 69               |
| NGC 1593 | Toro          | S0^0?           | Lenticolare                 | 04h 32m 06.1s | 00° 34′ 02″   | 3772 ± 55               | 13,4                  | 54,7 ± 3,9     | 88               |
| UGC 3080 | Toro          | SAB(rs)c        | Spirale intermedia          | 04h 31m 55.3s | 01° 11′ 57″   | 3538 ± 3                | 13,17                 | 51,2 ± 3,6     | 107              |
| UGC 3054 | Toro          | Sdm             | Spirale magellanica         | 04h 28m 14.3s | 01° 03′ 11″   | 3895 ± 4                | 14,64                 | 56,4 ± 4,0     | 87               |
| NGC 1586 | Eridano       | SB(s)bc         | Spirale barrata             | 04h 30m 38.2s | -00° 18′ 15″  | 3562 ± 2                | 13,2                  | 51,6 ± 3,6     | 96               |
| NGC 1620 | Eridano       | SAB(rs)bc       | Spirale intermedia          | 04h 36m 37.4s | -00° 08′ 37″  | 3512 ± 1                | 12,3                  | 51,0 ± 3,6     | 121              |

- a Nel vicino infrarosso.

Il sito DeepskyLog permette di trovare agevolmente le costellazioni in cui sono situate le galassie; in alternativa si possono utilizzare le coordinate delle galassie per individuarle. Se non altrimenti indicato, le coordinate sono quelle fornite dal sito NASA/IPAC (National Aeronautics and Space Administration / Infrared Processing and Analysis Center).